# Talzok
A talzok a Csillagok háborúja elképzelt univerzumának egyik értelmes népe, ami az Alzoc III és az Orto Plutonia nevű bolygókon él.

## Leírásuk
A talzok általában 2-2,5 méter magasak és 90 kilogramm tömegűek. Két lábon járnak. Egész fejüket és testüket vastag szőrzet borítja, amely a fehértől a szürkéig vagy akár a rózsaszínig változhat. Ez létfontos a fagyos világaikban. Két pár szemük van, az alsó pár nagyobb, mint a felső. A nagyobb, alsó szemeiket nappal behunyják, hogy elkerüljék a hóvakságot. Éjszaka pedig négy szemmel jobban látnak. Szemszínük lehet fekete, sötétvörös vagy sötétkék. Szájuk mozgékony szívószájszerv.
Ez az értelmes nép a talzzi nyelvet beszéli. Ez a nyelv magas csiripelésekből és mély morrogó hangokból tevődik össze.
Igen nagy kezeik hosszú karmokban végződnek. Habár megjelenésük kissé rémisztő, a talzok, mint a vukik, békességes óriások. Igen szívósak és jól bírják a hosszú munkát. Életmódjuk ősi jellegű és egyszerű. Habár tudnak a fejlett technológiákról, ők mégis ősi típusú kunyhókban laknak és fegyverként lándzsákat használnak. Társadalmuk klánokba és nagycsaládokba tömörül, azonban a klánok között nincs versengés, hanem közreműködés. A talzoknak nincs magántulajdonuk, ha éppen kell valami, akkor azt „kölcsönveszik” a szomszédtól. E „kölcsönvevés” miatt sok egyéb értelmes faj, akinek köze van a talzokhoz, lakat alatt tartja tulajdonait.

## Történelmük
A talzokról szóló első beszámolók A Sith-háború idejéből származnak. Ismert tény, hogy legalábbis néhány talz elhagyta szülőbolygóját, Alzoc III-at 3993 BBY-ben.
3963 BBY-ben egy rózsaszínű talz, Lucien Draay jedi Árnyékaként szolgált.
Habár a talzoknak nincsen hiperhajtóműves technológiájuk, a klónháborúk idején mégis sikerült letelepedniük az Orto Plutonia nevű jég-borította bolygón.
A coruscanti csata előtt létezett egy talz jedi is, akinek neve Foul Moudama.
Az Orto Plutonián a talzok narglatchokon lovagolnak.

## Megnevezett talzok
- Gar – férfi; a Galaktikus Birodalom kollaboránsa volt az Alzoc III-an
- Aj Koenes – férfi; Leia Organa csapatában víz kutató
- Muftak – férfi; a Mos Eisley űrkikötőben levő Chalmun kantinban eszik
- Foul Moudama – férfi; jedi mester
- Caldera Righim – férfi; a Mos Eisley űrkikötőben levő Chalmun kantinban iszik
- Thi-Sen – férfi; az Orto Plutonián a talzok vezére
- Bama Vook – férfi; 33 BBY-ben a Trinkatta Starships-nak dolgozott
- Medcha Wanto – férfi; Orto Plutonia egyik lakósa, Thi-Sen írnoka
- Broonmark – férfi; először a Galaktikus Köztársaságnál, később pedig a Galaktikus Birodalomnál katonáskodott

## Megjelenésük a filmekben
Talzok és narglatchok láthatók a „Star Wars: A klónok háborúja” című televíziós sorozat első évadának a 15. részében, melynek címe „Betolakodók” (Trespass).
A Muftak nevű talz férfi látható az „Egy új remény” című filmben, amikor Luke Skywalker és Obi-Wan Kenobi bemennek a Mos Eisley űrkikötőben levő Chalmun kantinjába. A regényváltozatban egy nevesítetlen és körülírással jellemzett „cerkófmajom és vízidisznó kereszteződésére emlékeztető alak” (a leírás alapján talz) tagja a Luke-ot megtámadó társaságnak (akik közé a később megnevesített Evazan és Ponda Baba is tartoznak).

## Fordítás
- Ez a szócikk részben vagy egészben a Talz című Wookieepedia-szócikk fordítása. Az eredeti cikk szerkesztőit annak laptörténete sorolja fel.